# Appana cingalesa
Appana cingalesa är en fjärilsart som beskrevs av Moore 1887. Appana cingalesa ingår i släktet Appana och familjen nattflyn. Inga underarter finns listade i Catalogue of Life.